# Amphisbaena prunicolor
Amphisbaena prunicolor är en ödleart som beskrevs av  Cope 1885. Amphisbaena prunicolor ingår i släktet Amphisbaena och familjen Amphisbaenidae.

## Underarter
Arten delas in i följande underarter:
- A. p. prunicolor
- A. p. albocingulata